# Mitsuharu Matsuyama
Pour les articles homonymes, voir Matsuyama.
Mitsuharu Matsuyama (松山 光治, 1891–1959) est un contre-amiral de la marine impériale japonaise pendant la Seconde Guerre mondiale. Il était observateur lors de la première bataille de l'île de Savo. 

## Historique
Ses activités durant la Seconde Guerre mondiale portaient principalement sur l’escorte et la protection des navires. Matsuyama Mitsuharu reçoit le commandement de la 18e division de croiseurs en juin 1942. Son unité participa à l'invasion infructueuse de la baie de Milne en août/septembre 1942. Il commanda des groupes d'escorte en mer de Bismarck vers la fin de 1942 et en mer de Chine méridionale en 1944. Il fut rappelé au Japon au début de 1943. Retiré en 1944, il fut rappelé pour exercer activement le commandement des escortes durant les dernières années de la guerre.

## Commandement
- Chef de la caserne navale et du groupe de garnisons, Kure 1941-1942
- Commandant, 18e corps de bataille, Nouvelle-Guinée orientale, 1942-1943
- Directeur de l'école d'artillerie, Tateyama, 1943
- Quartier général de la marine, Tokyo, 1943-1944
- Commandant du 7e groupe d'escorte, mer de Chine méridionale, 1944
- Membre de la grande flotte d'escorte, Tokyo, 1944-1945
- Commandant, 105e Corps de bataille, 1945